# 曽於市立財部小学校
曽於市立財部小学校（そおしりつ たからべしょうがっこう）は、鹿児島県曽於市にある公立小学校。
創立は1870年と、県内でも有数の歴史を持つ。丘の上に建つことから、正門へは石段を少し登ることになる。

## 沿革・歴史
- 1870年（明治 3年） - 明倫館として開校。
- 1874年（明治 7年） - 七村・沢田に分校設置。
- 1879年（明治12年） - 財部小学校に改称。
- 1884年（明治17年） - 北俣に甲申小学校設置。
- 1929年（昭和4年）4月28日 - 都城駅-財部駅間の鉄道が開通。小学校で開通式典が行われた[1]。
- 2005年（平成17年）7月1日 - 曽於郡3町の合併・市制施行に伴い、曽於市立財部小学校と改称。

## 通学区域
- 曽於市
  - 南、城山、天子馬場、横馬場、東馬場、本町、町、畠中、元阿邪里、阿邪里、新田、下七村、七村、中七村、上 七村、本切通、切通、飯野、西飯野、川畑、杢比野、田代、中須、きらめきタウン、新正ヶ峰、水ノ手、城ノ口、坂元、湯田、園田、仏性院、西村、閉山田、刈 原田、平野、上平野、金丸、下谷川内、谷川内、日光、板越、古井、古井一区、古井東、坂元住宅、鳥越、北俣住宅、水ノ手住宅、桜馬場、大丸住宅、下正ヶ 峰、西正ヶ峰、正ヶ峰、中正ヶ峰、上正ヶ峰、新並木、蓑原、田平、高山、沢田、宇都、川内、上十文字、西十文字、下十文字、十文字一区、中十文字、十文 字、正ヶ峰住宅、中尾、田平住宅、新穂

卒業生は基本的に曽於市立財部中学校に進学する。

## 周辺
- 曽於市財部支所 - 旧・財部町役場。正面左に閉町記念碑が立つ。
- 財部郵便局
- 道の駅たからべ
- 横市川

## アクセス
- JR九州日豊本線 財部駅から南西へ200m
- 鹿児島交通 財部小学校前バス停下車すぐ
- 鹿児島県道2号都城隼人線沿い

## 著名な出身者
- 金田和之 - プロ野球選手
- 中﨑雄太 - プロ野球選手
- 中﨑翔太 - プロ野球選手